# 潮風橋

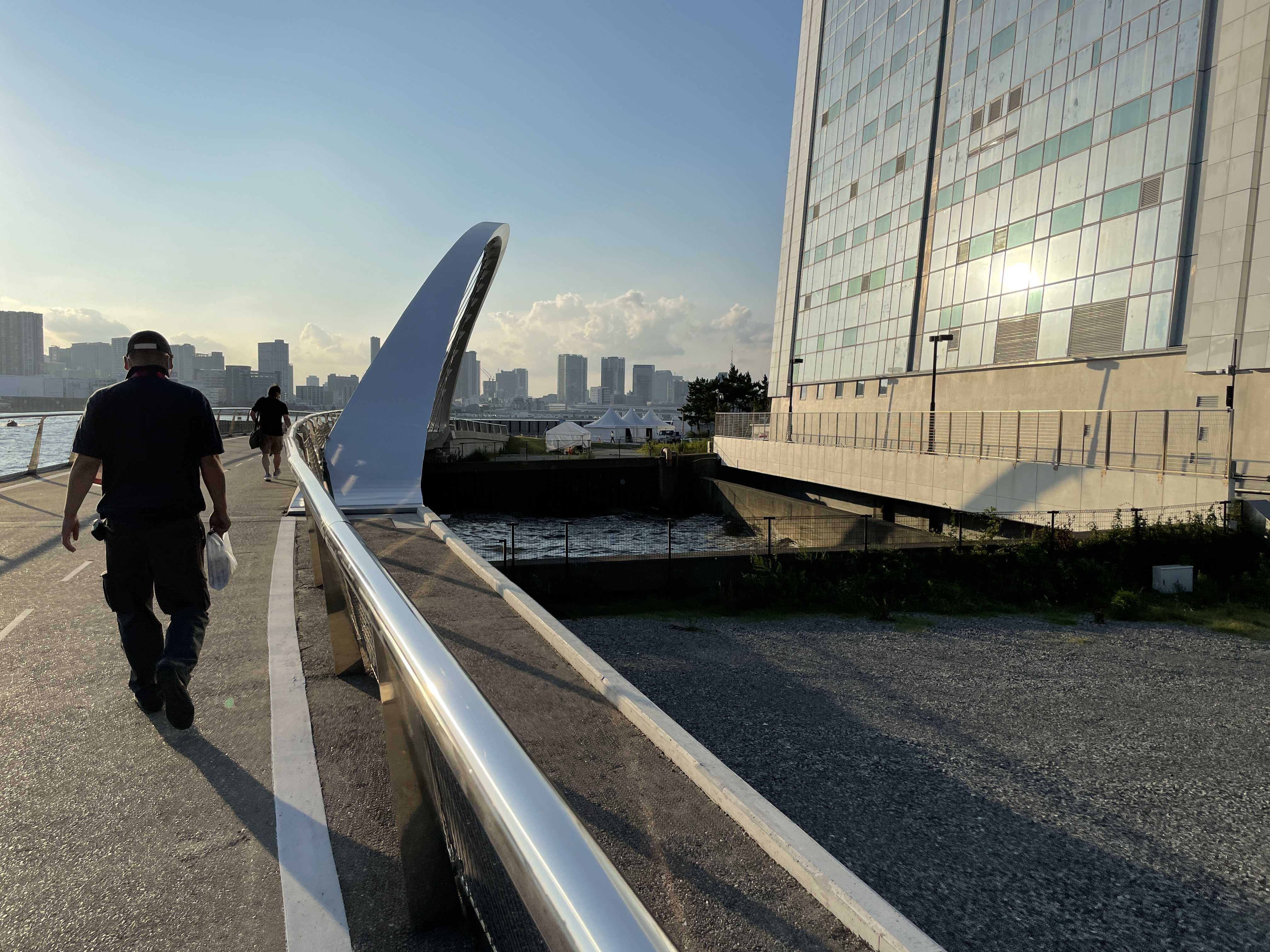
潮風橋

潮風橋（しおかぜばし）は、東京都品川区東八潮（お台場）にある潮風公園内の歩行者・自転車用の橋。2012年11月に、東日本大震災の影響や経年劣化に伴い撤去されたが、潮風公園が東京2020オリンピック競技大会のビーチバレーの競技会場となり、大会に向けて最新のデザインと技術で新しく架け直された。

## 概要
潮風公園中央にあり、公園内を移動するのに非常に重要な役割を果たす。場所は、東京港トンネル換気塔の海側にある。
施工者は福島県郡山市にある矢田工業株式会社。
橋長は約55 m、総重量120 tで橋梁部は鋼鉄製で橋の中央部には曲線桁（リングガーダー）を採用。
旧潮風橋は2004年に放送されたテレビドラマ『愛し君へ』で、ロケ地として利用された。

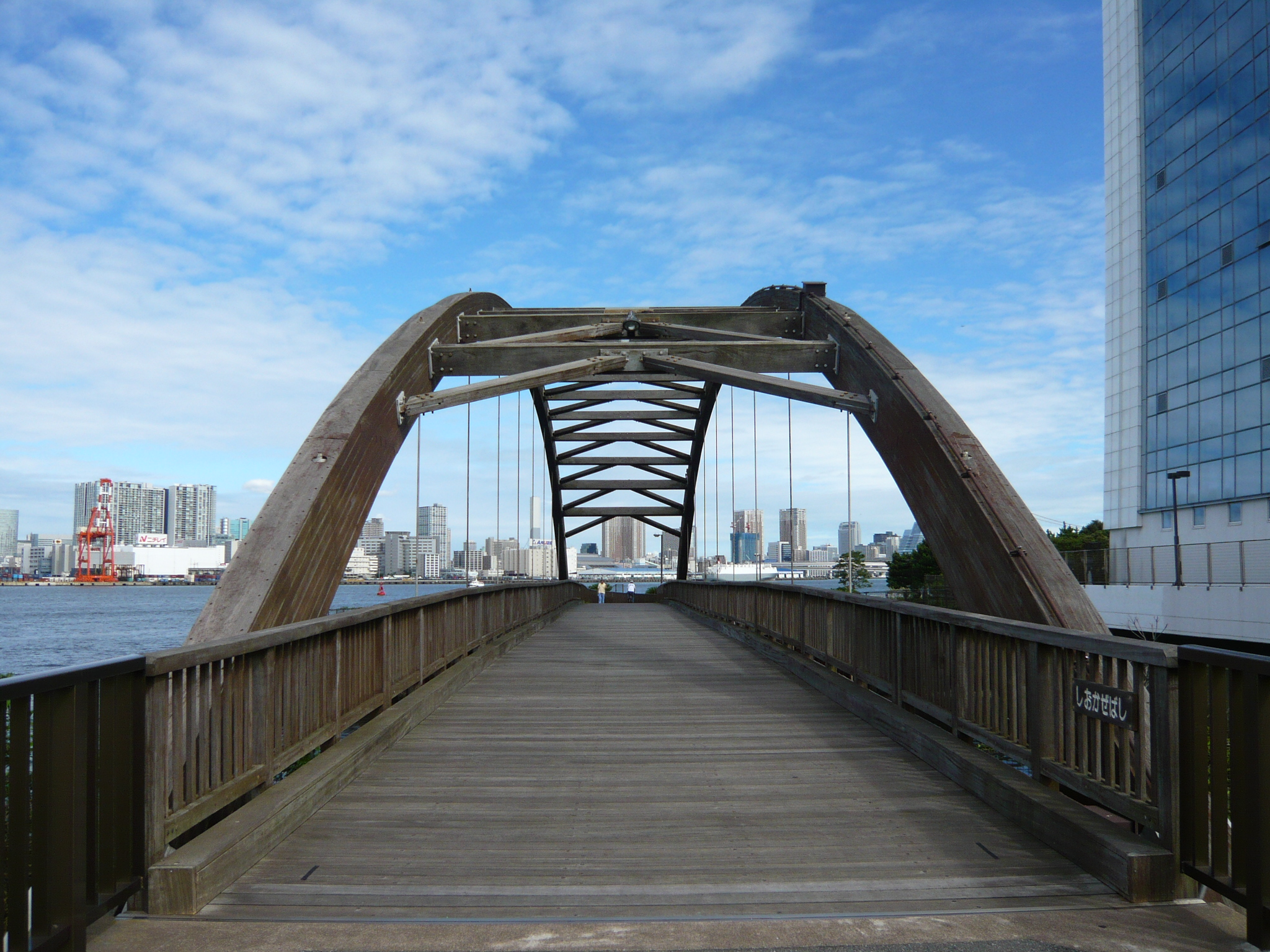
2012年までの潮風橋

## 周辺施設
- 東京国際クルーズターミナル
- お台場海浜公園
- 東八潮緑道公園
- 東京臨海副都心